# La Fuente de San Esteban
La Fuente de San Esteban es un municipio y localidad española de la provincia de Salamanca, en la comunidad autónoma de Castilla y León. Se integra dentro de la comarca de Ciudad Rodrigo y la subcomarca del Campo de Yeltes, que forma parte del Campo Charro.
Su término municipal está formado por las localidades de Boadilla, La Fuente, Muñoz y Santa Olalla de Yeltes. Cuenta con una población de 1279 habitantes (INE 2024).

## Geografía
Se sitúa a 57 kilómetros de la capital provincial y está atravesado por la autovía de Castilla (A-62) entre los pK 283 y 295, además de por las carreteras provinciales SA-305, que se dirige hacia Ledesma, SA-315, que conecta con Vitigudino, SA-325, que permite la comunicación con Boada, SA-215, que conecta con Cabrillas, y por otra carretera local que comunica con Aldehuela de Yeltes. 
El relieve del municipio es predominantemente llano. Por el este del territorio discurre el río Huebra, afluente del Duero, contando además con numerosos arroyos dispersos. La altitud oscila entre los 825 metros al sureste y los 758 metros al norte. El pueblo se alza a 770 metros sobre el nivel del mar. 
| Noroeste: Boada y El Cubo de Don Sancho | Norte: Buenamadre y Pelarrodríguez (exclave) | Nordeste: Garcirrey          |
| Oeste: Boada y Martín de Yeltes         |                                              | Este: Aldehuela de la Bóveda |
| Suroeste: Martín de Yeltes              | Sur: Martín de Yeltes y Cabrillas            | Sureste: San Muñoz           |

## Historia
Su fundación se remonta a la repoblación efectuada por los reyes de León en la Edad Media, quedando encuadrada en el Campo de Yeltes de la diócesis de Ciudad Rodrigo tras la creación de la misma por parte del rey Fernando II de León en el siglo XII, denominándose entonces simplemente La Fuente. Con la creación de las actuales provincias en 1833, La Fuente de San Esteban quedó encuadrada en la provincia de Salamanca, dentro de la Región Leonesa.
En 1887 se abrió la Línea La Fuente de San Esteban-Barca de Alba, que unía Salamanca con Oporto, gracias a la cual La Fuente pasó a ser una importante estación, nudo ferroviario, durante casi un siglo hasta el cierre de dicha línea en 1985. Precisamente en materia ferroviaria, pero en un paso a nivel de la línea Salamanca-Fuentes de Oñoro situado junto al apeadero de la pedanía de Muñoz, tuvo lugar el 21 de diciembre de 1978 el suceso más grave acaecido en el municipio de La Fuente de San Esteban, cuando una locomotora que circulaba aislada arrolló un autobús escolar que trató de cruzar las vías sin percatarse de la llegada de la misma. Fallecieron 32 personas y 56 resultaron heridas; excepto dos, todas las víctimas fueron escolares. Es, hasta la fecha, el accidente ferroviario más grave ocurrido en España por arrollamiento de vehículo en paso a nivel.

## Demografía
La Fuente de San Esteban cuenta con una población de 1279 habitantes (INE 2024).
| Gráfica de evolución demográfica de La Fuente de San Esteban entre 1842 y 2021 |
| |
| Población de derecho según los censos de población del INE Población de hecho según los censos de población del INEEn estos censos se denominaba Fuente de San Esteban: 1842 y 1857 Entre el censo de 1981 y el anterior, crece el término del municipio porque incorpora a 37053 (Boadilla), 37210 (Muñoz) y 37295 (Santa Olalla de Yeltes) |

Según el Instituto Nacional de Estadística, La Fuente de San Esteban tenía, a 31 de diciembre de 2018, una población total de 1336 habitantes, de los cuales 668 eran hombres y 668 mujeres. Respecto al año 2000, el censo refleja 1544 habitantes, de los cuales 784 eran hombres y 760 mujeres. Por lo tanto, la pérdida de población en el municipio para el periodo 2000-2018 ha sido de 208 habitantes, un 14% de descenso.
El municipio se divide en cuatro núcleos de población. De los 1336 habitantes que poseía el municipio en 2018, La Fuente de San Esteban contaba con 1021, de los cuales 506 eran hombres y 515 mujeres, Boadilla con 178, de los cuales 91 eran hombres y 87 mujeres, Muñoz con 88, de los cuales 45 eran hombres y 43 mujeres, y Santa Olalla de Yeltes con 49, de los cuales 26 eran hombres y 23 mujeres.

## Símbolos

### Escudo
El escudo heráldico que representa al municipio fue aprobado con el siguiente blasón:

«Escudo partido. Primero, Trae de gules, palma de oro. Segundo, Trae en sinople dos manos entrelazadas en plata. Tercero, Trae punta de plata como fuente. Timbrado de la Corona Real Española»

### Bandera
La bandera municipal fue aprobada con la siguiente descripción textual:

«Tronchada de gules (rojo) y sínople (verde), cargada del escudo heráldico propio, timbrado de la corona real española»

## Administración y política
| Periodo   | Nombre                          | Partido | Partido                                  |
| --------- | ------------------------------- | ------- | ---------------------------------------- |
| 1979-1983 | Manuel Andrés Sánchez Martín    |         | Unión de Centro Democrático (UCD)        |
| 1983-1991 | Ángel Vicente Benito            |         | Alianza Popular (AP)                     |
| 1991-2001 | Juan José Rodríguez Sánchez     |         | Partido Popular (PP)                     |
| 2001-2003 | José Daniel Hernández Regalado  |         | Partido Socialista Obrero Español (PSOE) |
| 2003-2023 | Manuel Rufino García Núñez      |         | Partido Popular (PP)                     |
| 2023-act. | Luis Gonzaga García Ballesteros |         | Partido Popular (PP)                     |

| Partido político                                          | 2023  | 2023  | 2023       | 2019  | 2019  | 2019       | 2015  | 2015  | 2015       | 2011  | 2011  | 2011       | 2007  | 2007  | 2007       | 2003  | 2003  | 2003       |
| Partido político                                          | %     | Votos | Concejales | %     | Votos | Concejales | %     | Votos | Concejales | %     | Votos | Concejales | %     | Votos | Concejales | %     | Votos | Concejales |
| Partido Socialista Obrero Español (PSOE)                  | 52,25 | 451   | 5          | 43,03 | 389   | 4          | 40,67 | 264   | 4          | 22,44 | 215   | 2          | 36,46 | 373   | 3          | 45,79 | 506   | 4          |
| Partido Popular (PP)                                      | 46,11 | 398   | 4          | 54,20 | 490   | 5          | 55,20 | 494   | 5          | 65,97 | 632   | 7          | 55,03 | 536   | 6          | 46,88 | 518   | 5          |
| Izquierda Unida (IU)                                      | —     | —     | —          | —     | —     | —          | —     | —     | —          | 8,77  | 84    | 0          | —     | —     | —          | —     | —     | —          |
| Tierra Comunera Alternativa por Castilla y León (TC-ACAL) | —     | —     | —          | —     | —     | —          | —     | —     | —          | —     | —     | —          | 3,91  | 40    | 0          | —     | —     | —          |
| Unión del Pueblo Salmantino (UPSa)                        | —     | —     | —          | —     | —     | —          | —     | —     | —          | —     | —     | —          | 2,93  | 30    | 0          | 5,79  | 64    | 0          |

Desde 2009 a 2003, último año del que se tienen datos, el municipio no ha acumulado deuda vida. El concepto de deuda viva contempla solo las deudas con cajas y bancos relativas a créditos financieros, valores de renta fija y préstamos o créditos transferidos a terceros, excluyéndose, por tanto, la deuda comercial.